# گاکنباخ
گاکنباخ (به آلمانی: Gackenbach) یک شهر در آلمان است که در وستروالدکرایس واقع شده‌است.